# Giant
Giant Manufacturing Co. Ltd. (捷安特 jié-ān-tè) — тайванська кампанія, що спеціалізується на розробці, виробництві та реалізації велосипедів. Сьогодні близько 55% всіх брендових велосипедів виготовлені на заводах Giant (Scott, Trek, Colnago, Gary Fisher та інші[джерело?]). Виробничі потужності «Giant Bicycles» розташовані на Тайвані, в Нідерландах та Китаї.
Одним із конкурентів компанії Giant є тайванський виробник брендових велосипедів Merida.
У 2002 році обсяг виробництва велосипедів перевищив 5 мільйонів штук. У 2008 році Giant подолав позначку в мільярд доларів обігу (якщо рахувати всі марки велосипедів, вироблені на потужностях Giant).
У 2009—2010 рр. Giant підтримує та спонсорує міжконтинентальну команду Rabobank.
Історія компанії GIANT:
- 1972, Заснована компанія GIANT Manufacturing Co. Ltd.
- 1980, Стає найкрупнішим виробником велосипедів Тайваню
- 1981, Заснована GIANT Sales Company, Тайвань
- 1986, Заснована GIANT Europe BV, Голландія.
- 1987, Заснована GIANT Bicycle INC., США
- 1989, Заснована GIANT Company Ltd., Японія.
- 1991, Заснована GIANT Bicycle Co., Канада, Inc.
- 1991, Заснована GIANT Bicycles PTY Ltd., Австралія
- 1992, Заснована GIANT (Китай) Co. Ltd.
- 1994, Випущені акції на Taiwan Stock Exchange
- 1994, GIANT вперше з'явився на Російському ринку
- 1996, Заснована European Factory, Голландія.
- 1997, Заснована Chuansin Metal Products (Kunshan) Co. Ltd.
- 1998, Виготовлено 2,840,000 велосипедів за рік.
- 1998, Придбано 30% акцій компанії HODAKA, Японія.
- 2003, Заснована GIANT RUSSIA Co., Росія
- 2006, Вироблено більше 5,2 мільйонів велосипедів.